# Цветоголовник западный
Цветоголовник западный (лат. Cephalanthus occidentalis) — вид кустарников или небольших деревьев семейства Мареновые (Rubiaceae). Был описан в 1753 году Карлом Линнем в работе Species Plantarum.

## Описание
Кустарник или небольшое дерево, достигает в высотой 1-3 м. Листья овальные или эллиптические, с коротким черешком, длиной 7-18 см. Цветки собраны в сферическое соцветие диаметром 2-3,5 см, на коротком цветоносе. Венчик четырёхлопастный, белого или жёлтого цвета. Гинецей немного выступает из венчика. Плод — орешек.

## Ареал
Произрастает на болотах, в мангровых лесах и по берегам рек.
Встречается на территории Северной Америки и Кубы.

## Синонимика
По данным The Plant List, включает в себя следующие синонимы:

- Cephalanthus acuminatus Raf.
- Cephalanthus angustifolius Dippel
- Cephalanthus berlandieri Wernham
- Cephalanthus hansenii Wernham
- Cephalanthus obtusifolius Raf.
- Cephalanthus occidentalis var. brachypodus DC.
- Cephalanthus occidentalis subsp. californicus (Benth.) A.E.Murray
- Cephalanthus occidentalis var. californicus Benth.
- Cephalanthus occidentalis f. lanceolatus Fernald
- Cephalanthus occidentalis var. macrophyllus Raf.
- Cephalanthus occidentalis var. obtusifolius Raf.
- Cephalanthus occidentalis var. occidentalis L.
- Cephalanthus occidentalis f. occidentalis L.
- Cephalanthus occidentalis var. pubescens Raf.
- Cephalanthus oppositifolius Moench
- Cephalanthus pubescens Raf.